# Bardisk

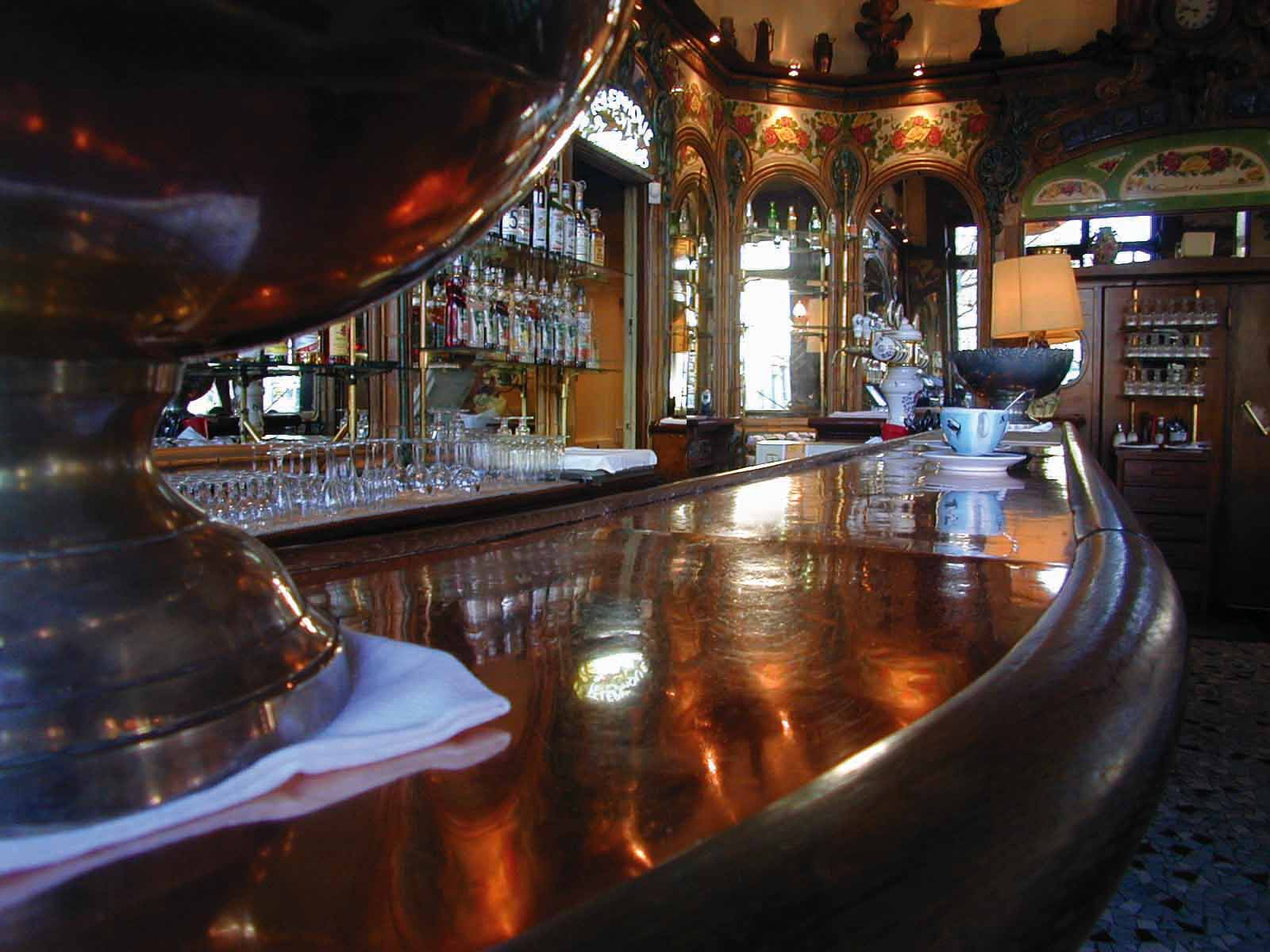
Bardisk i en lokal i Frankrike.

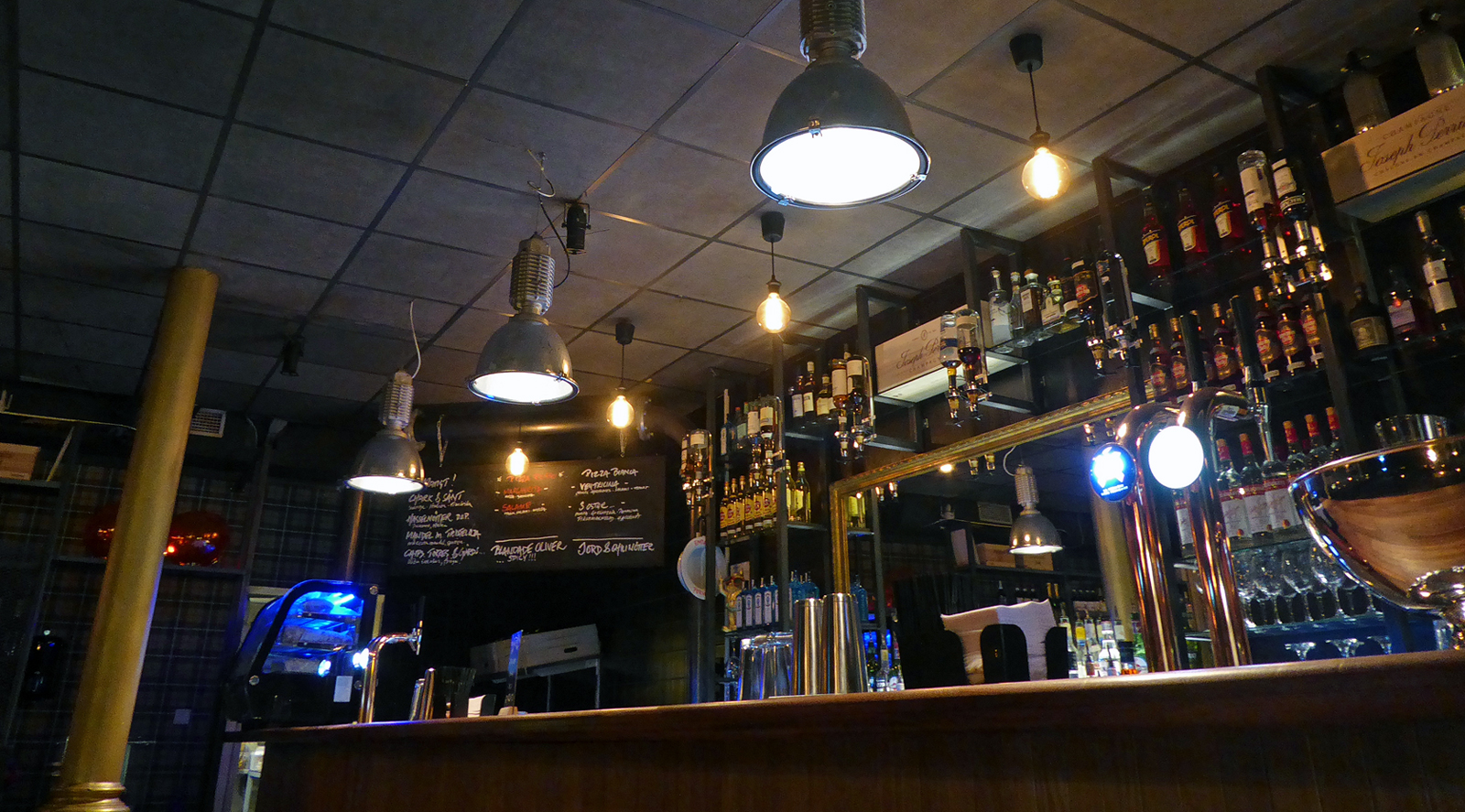
En bardisk i centrala Ystad 2019.

Bardisk, bar, är en disk mellan servitören och kunden, avsedd att beställa drycker från. Namnet kommer från engelskans ord för den metallstång – bar – som ofta finns framför baren som fotstöd. 
Till skillnad från en vanlig försäljningsdisk fungerar bardisken – vanligtvis en dryg meter hög med en slät serveringsyta, ofta av zink – även som bord, så att gästen kan dricka eller äta vid bardisken, stående eller sittande på en hög barstol. 
Bardiskar finns framförallt i barlokaler, både i barer avsedda för alkoholservering, enklare matställen och i till exempel espressobarer. Den  som serverar i de senare kallas ofta barista, medan en servitör av alkoholdrycker benämns bartender.

## Historia
Bardiskar – som "mellanstation" där serveringspersonal kunnat hämta upp mat och dryck från restaurangens inre – har förstås funnits mycket länge. Den moderna bardisken – zinkdisken – gjorde sin debut i Paris 1821, då snickaren Emile Verrière förverkligade sin idé om att effektivisera serveringen genom att en person på ett och samma ställe skulle kunna servera, diska och samtidigt samtala med gästerna. Femtio år senare fanns det fler än 70 000 bardiskar i Paris – sannolikt också för att bardisken snart utvecklades till en social knutpunkt där främlingar kunde umgås med varandra, eller med bartendern.

## Utdrag urBardiskenav Beppe Wolgers
| ”                                            | Här möts vi mitt natten: vuxna, barn och fulla katter. Träffas för att prata, ta en drink och diskutera nå'n och nåt' du hatar. Och sedan skyndsamt börja spana in en kvinna, i takt med att ölen framför börjar försvinna . | „ |
| – Beppe Wolgers, Bilder från Milwaukee, 1969 | |   |

## Mer läsning
Se även köksö.